# Dihydrouracile
Le dihydro-uracile est une base nucléique pyrimidique dérivée de l'uracile, dont il est un intermédiaire de dégradation. Il est présent naturellement dans des ARN de transfert, par exemple dans l'ARNt de phénylalanine et d'alanine chez la levure :
- ARNtPhe de S. cerevisiae.
Le dihydro-uracile est noté D.
- ARNtAla de S. cerevisiae.
Le dihydro-uracile est noté D.

ARNt^{Phe} de S. cerevisiae. Le dihydro-uracile est noté '.
ARNt^{Ala} de S. cerevisiae. Le dihydro-uracile est noté '.

Le dihydro-uracile est susceptible de former des paires de bases Watson-Crick avec l'adénine :

Paire de bases adénine–dihydro-uracile.